# Antonieta Dias de Moraes
Antonieta Dias de Moraes (Santos, 1916 - São Paulo, 4 de abril de 1999) fue una escritora, poetisa y novelista de literatura infantojuvenil brasileña.
En 1957, se divorció, dejó tres hijos adolescentes con su exmarido y se fue; viviendo en Europa (Francia e Italia) y en Argentina, resultando una embajadora de la literatura infantil brasileña en el extranjero. Publicó varias novelas para jóvenes y colecciones de leyendas de Brasil. También publicó libros de poesía, como Jornal falado (1983). Profesaba ideas de izquierda.

## Algunas publicaciones

### Libros
*
Jornal falado: (poesia). 11ª edición de Global Editora. 48 pp. ISBN 8526003585, ISBN 9788526003583 1998 
*Macaco sabido. Editora Scipione, 23 pp. ISBN 852622865X, ISBN 9788526228658 1996
*Aonde vai, Serelepe?. Editora Scipione, 23 pp. ISBN 8526228617, ISBN 9788526228610 1996
*O tesouro da Nau Catarineta. Série: Teatro na escola. Ed. Letras & Letras, 72 pp. ISBN 8585387157, ISBN 9788585387150 1991
*Urubu quería ser passarinho. Coleção Nem bicho nem gente. Ilustró Ferruccio Verdolin. 5ª edición de Ed. FTD, 1990
*Juramento Sobre Punhal. 80 pp. 1988
*O velho da praça. Era outra vez. Con Ciça Fittipaldi. 2ª edición de Atual, 67 pp. ISBN 8570560230, ISBN 9788570560230 1988
*A casa de Mico-Saá. Nem bicho nem gente. Con Ferruccio Verdolin Filho. Editor FTD, 1986
*Quatre sur une île, ed. la farandole, 1985
*A violência na literatura infantil e juvenil. Global universitâria: Sêrie Críitica e teoria literâria. Ed. Global Editora, 117 pp. 1984
*A formiga pixixica e outras histórias. Editor Rocco, 27 pp. 1984
*Magaroa, a ilha sem dono. Con Ricardo Leite. Editora Nova Fronteira, 108 pp. 1983
*Mirilim em 365 pedacinhos: contos para crianças. Editor Record, 48 pp. 1983
*Tonico et le secret d'état, Bibliothèque internationale, Nathan, 1980
*Quatre sur une île (1000 [Mille]épisodes.) Vol. 51. Tradujo Arlette Darbord. Ilustró Silvia Maddonni. Ed. Éditions la Farandole, 130 pp. ISBN 2704701954, ISBN 9782704701957 1980
*Contos e lendas de índios do Brasil: para crianças. Editor	Inst. Nacional do Livro, 85 pp. 1979
*Três garotos na Amazônia. Jovens do mundo todo. 5ª edición de Companhia Editora Nacional, 174 pp. 1981. Al francés: Trois garçons en Amazonie, Bibliothèque internationale, Nathan, 1974
*La Catharinette: pièce en un acte. Théâtre de la jeunesse. Editor Magnard, 64 pp. 1973
*Leyendas brasileänas: contadas otra vez. Colección El Globo de colores: Mitos y leyendas. Editor Aguilar, 85 pp. ISBN 8403452330, ISBN 9788403452336 1973
*Recônditos da noite: canções. Editor Fulgor, 76 pp. 1961

## Honores
- 1982: Premio Nacional de España